# ITE Group
Die ITE Group plc ist eine Messegesellschaft mit Sitz im Londoner Stadtteil Queen’s Park, die vor allem Messen in Russland und den ehemaligen Sowjetrepubliken Zentralasiens und des Kaukasus organisiert. Der Umsatz des Unternehmens betrug 2011 155,5 Millionen £.
Die wichtigsten Standorte in Russland sind Moskau, Sankt Petersburg und Nowosibirsk. In Moskau werden beispielsweise folgende Messen organisiert:
- Aerospace Testing Russia (Luft- und Raumfahrtindustrie)
- Aqua-Therm Moscow (Sanitär-, Heiz- und Klimatechnik)
- CityBuild (Stadtplanung)
- eLearnExpo (E-Learning)
- IFFF Moscow (Fastfood)
- Ingredients Russia (Lebensmittelzutaten, Zusatzstoffe und Gewürze)
- ITFM (Industriemesse)
- MIMS (Kraftfahrzeugausrüstung, -zubehör und -unterhaltung)
- MIOGE (Erdöl- und Erdgasindustrie)
- MIPS (Sicherheitstechnik)
- MITT (Tourismus)
- Molotschnaja i Mjasnaja industrija (russisch Молочная и Мясная индустрия, englisch Dairy and Meat Industry) (Milch- und Fleischindustrie)
- MosBuild (Baustoffe)
- Pharmtech (pharmazeutische Industrie)
- TransRossija (russisch ТрансРоссия, englisch TransRussia) (Güterverkehr)
- WorldFood Moscow (Lebensmittel)